# دیلویل (آلاباما)
دلویل (به انگلیسی: Daleville) شهری در شهرستان دیل ایالت آلاباما است که مساحت آن ۳۶٫۴۹ کیلومتر مربع است و در سرشماری سال ۲۰۱۰ میلادی، ۵٬۲۹۵ نفر جمعیت داشته و تراکم جمعیتی آن، ۱۴۵٫۱۱ نفر در هر کیلومتر مربع بوده است.